# Hymenocoleus libericus
Hymenocoleus libericus är en måreväxtart som först beskrevs av Auguste Jean Baptiste Chevalier, John Hutchinson och John McEwan Dalziel, och fick sitt nu gällande namn av Elmar Robbrecht. Hymenocoleus libericus ingår i släktet Hymenocoleus och familjen måreväxter. Inga underarter finns listade i Catalogue of Life.